# カステル・デル・モンテ
カステル・デル・モンテ（イタリア語: Castel del Monte）は、イタリアの南部、プッリャ州アンドリアの郊外にある中世の城。13世紀に神聖ローマ皇帝フリードリヒ2世（フェデリーコ2世）によって建築された。八角形を象徴的に取り入れた設計になっており、ユネスコの世界遺産（文化遺産）に登録されている。

## 名称
イタリア語で、「カステル」が城、「モンテ」が山で「山の城」を意味する。このことからモンテ城、デルモンテ城とも和訳されている。

## 概要

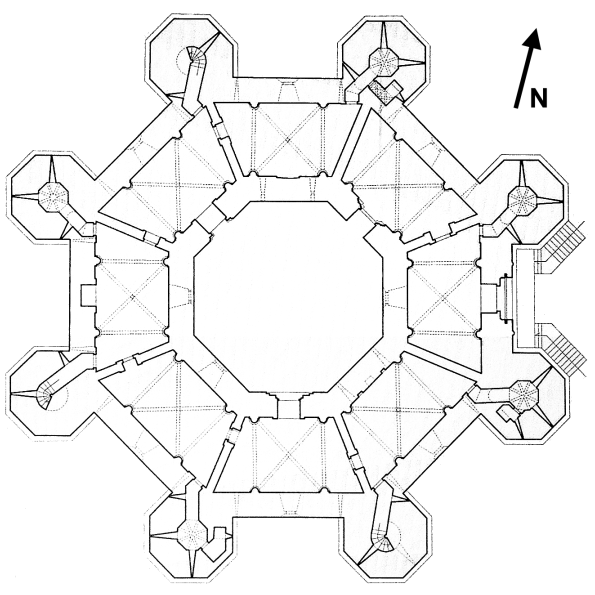
城の平面図

アンドリア市街から南へ約20km、サンタ・マリア・デル・モンテの集落の近くに位置する。付近一帯はアルタムルジャ国立公園（Parco Nazionale dell'Alta Murgia）として指定されている。
建造者であるフリードリヒ2世のイスラム教への理解を示すかのごとく、築城の位置は当時のキリスト教の拠点であるシャルトルとイスラムの中心メッカとの2点を結ぶ直線上の地点に立地している。（Google Map）
丘の上にぽつんと立つ美しい城で、フリードリヒ2世の数学へ造詣を表す黄金比を用いた八角形を象徴的に取り入れており、全体が八角形の平面で構成され、中央に八角形の中庭を内包し、8つのコーナーにはそれぞれ八角形の小塔がそびえる。小塔の中心にはそれぞれ螺旋階段がある。
この城は軍事上でも居城でもなく別荘または客をもてなすために使用されたと考えられている。

## 歴史
1240年頃、シチリア王フェデリーコ1世によって建てられた。
その後長い間放置され1876年にイタリア国家の所有となり1928年から修復が始まった。1996年にはユネスコの世界遺産に登録された。
2012年、トリップアドバイザーの企画「バケットリスト」の「世界の名城25選」に選ばれた。

## 世界遺産

### 登録基準
この世界遺産は世界遺産登録基準のうち、以下の条件を満たし、登録された（以下の基準は世界遺産センター公表の登録基準からの翻訳、引用である）。
- (1) 人類の創造的才能を表現する傑作。
- (2) ある期間を通じてまたはある文化圏において、建築、技術、記念碑的芸術、都市計画、景観デザインの発展に関し、人類の価値の重要な交流を示すもの。
- (3) 現存するまたは消滅した文化的伝統または文明の、唯一のまたは少なくとも稀な証拠。

## 登場する作品
- 1ユーロセント硬貨の裏面にもなっている。
- 八角形のフォルムはプーリア州の州旗、バーリ工科大学（イタリア語版）のエンブレムを含む多くのプーリア州の地方政府のロゴにも採用されている。
- ウンベルト・エーコの小説『薔薇の名前』及び、1986年のジャン＝ジャック・アノー監督による同名映画の舞台となった修道院の図書館の構造は、カステル・デル・モンテからのオマージュである[4]。
- 五日物語 -3つの王国と3人の女-（2015年公開）及びワンダーウーマン（2016年公開）ではロケ地として活用された。